# Heterotheca canescens
Heterotheca canescens là một loài thực vật có hoa trong họ Cúc. Loài này được (DC.) Shinners mô tả khoa học đầu tiên năm 1951.